# Cyclosa nigra
Cyclosa nigra là một loài nhện trong họ Araneidae.
Loài này thuộc chi Cyclosa. Cyclosa nigra được miêu tả năm 1990 bởi Chang-Min Yin et al..